# Opéra national de Grèce
L’Opéra national de Grèce (grec moderne : Εθνική Λυρική Σκηνή / Ethnikí Lyrikí Skiní ou simplement ΕΛΣ) est une institution culturelle ayant pour objet le théâtre lyrique, basée à Athènes depuis 1939. Depuis 1994, l'Opéra national de Grèce est une entité légale de droit privé placée sous la tutelle du ministère de la Culture.
Depuis 2017, l'Opéra national de Grèce est logé en permanence dans le Centre culturel de la fondation Stávros-Niárchos, en face de la Bibliothèque nationale de Grèce. Il dispose de 28 000 m2 pour ses activités, avec notamment une salle principale de 1 400 places et une salle secondaire pouvant accueillir 400 spectateurs au maximum.
L'Opéra national de Grèce présente chaque année des œuvres d'opéra, de ballet et de théâtre musical, des opérettes, des concerts symphoniques ainsi que des spectacles éducatifs spéciaux pour les enfants et les étudiants.